# Marathon van Londen 1995
De Londen Marathon 1995 werd gelopen op zondag 2 april 1995. Het was de vijftiende editie van deze marathon.
Bij de mannen behaalde de Mexicaan Dionicio Cerón zijn tweede achtereenvolgende overwinning in deze wedstrijd. Hij zegevierde in 2:08.30. De Poolse Malgorzata Sobanska was de snelste bij de vrouwen in 2:27.43.

## Uitslagen
Mannen
| rang   | naam                | land | tijd    |
| ------ | ------------------- | ---- | ------- |
| Goud   | Dionicio Cerón      | MEX  | 2:08.30 |
| Zilver | Steve Moneghetti    | AUS  | 2:08.33 |
| Brons  | António Pinto       | POR  | 2:08.48 |
| 4      | Xolile Yawa         | RSA  | 2:10.22 |
| 5      | Paul Evans          | ENG  | 2:10.31 |
| 6      | Joaquim Pinheiro    | POR  | 2:10.35 |
| 7      | Willie Mtolo        | RSA  | 2:11.35 |
| 8      | Luigi di Lello      | ITA  | 2:11.36 |
| 9      | Johannes Mabitle    | RSA  | 2:11.39 |
| 10     | Zachariah Nyambaso  | KEN  | 2:11.56 |
| 11     | Mark Hudspith       | ENG  | 2:11.58 |
| 12     | Peter Whitehead     | ENG  | 2:12.23 |
| 13     | Eamonn Martin       | ENG  | 2:12.44 |
| 14     | Bruno LeStum        | FRA  | 2:13.40 |
| 15     | Fabián Roncero      | ESP  | 2:14.36 |
| 16     | Colin Moore         | ENG  | 2:15.02 |
| 17     | David Navarro       | ESP  | 2:17.09 |
| 18     | Wieslaw Perszke     | POL  | 2:17.18 |
| 19     | Mustapha Nadour     | SWE  | 2:17.33 |
| 20     | Anders Szalkai      | SWE  | 2:17.42 |
| 21     | Abel Gisemba        | KEN  | 2:18.29 |
| 22     | Hassan Sebtaoui     | MAR  | 2:18.51 |
| 23     | Christopher Buckley | WAL  | 2:19.05 |
| 24     | Luis Soares         | FRA  | 2:19.38 |
| 25     | John September      | RSA  | 2:19.40 |

Vrouwen
| rang   | naam                | land | tijd    |
| ------ | ------------------- | ---- | ------- |
| Goud   | Malgorzata Sobanska | POL  | 2:27.43 |
| Zilver | Manuela Machado     | POR  | 2:27.53 |
| Brons  | Ritva Lemettinen    | FIN  | 2:28.00 |
| 4      | Renata Kokowska     | POL  | 2:30.35 |
| 5      | Liz McColgan        | SCO  | 2:31.14 |
| 6      | Kim Jones           | USA  | 2:31.36 |
| 7      | Katrin Dörre        | GER  | 2:32.16 |
| 8      | Nyla Carroll        | NZL  | 2:33.19 |
| 9      | Kerryn McCann       | AUS  | 2:33.23 |
| 10     | Anita Håkenstad     | NOR  | 2:33.56 |
| 11     | Serap Aktas         | TUR  | 2:36.33 |
| 12     | Ingmarie Nilsson    | SWE  | 2:38.46 |
| 13     | Nelly Glauser       | SUI  | 2:39.14 |
| 14     | Hayley Nash         | WAL  | 2:39.59 |
| 15     | Jin-Hong Pan        | CHN  | 2:40.15 |
| 16     | Lynn Harding        | SCO  | 2:41.20 |
| 17     | Julie Barleycorn    | ENG  | 2:41.37 |
| 18     | Aurora Perez        | ESP  | 2:42.02 |
| 19     | Eryl Davies         | WAL  | 2:44.43 |
| 20     | Christina Scobey    | USA  | 2:46.24 |
| 21     | Maria Bak           | GER  | 2:46.39 |
| 22     | Elaine Flather      | ENG  | 2:47.11 |
| 23     | Janice Moorekite    | ENG  | 2:48.06 |
| 24     | Zoe Lowe            | ENG  | 2:49.28 |
| 25     | Eleanor Robinson    | ENG  | 2:51.36 |

1981 ·
1982 ·
1983 ·
1984 ·
1985 ·
1986 ·
1987 ·
1988 ·
1989 ·
1990 ·
1991 ·
1992 ·
1993 ·
1994 ·
1995 ·
1996 ·
1997 ·
1998 ·
1999 ·
2000 ·
2001 ·
2002 ·
2003 ·
2004 ·
2005 ·
2006 ·
2007 ·
2008 ·
2009 ·
2010 ·
2011 ·
2012 ·
2013 ·
2014 ·
2015 ·
2016 ·
2017